# Woodville (Califòrnia)
Woodville és una concentració de població designada pel cens dels Estats Units a l'estat de Califòrnia. Segons el cens del 2000 tenia 1.678 habitants.

## Demografia
Segons el cens del 2000, Woodville tenia 1.678 habitants, 371 habitatges, i 316 famílies. La densitat de població era de 148,6 habitants/km².
Dels 371 habitatges en un 52,8% hi vivien nens de menys de 18 anys, en un 60,4% hi vivien parelles casades, en un 14,8% dones solteres, i en un 14,6% no eren unitats familiars. En el 12,7% dels habitatges hi vivien persones soles el 6,7% de les quals corresponia a persones de 65 anys o més que vivien soles. El nombre mitjà de persones vivint en cada habitatge era de 4,51 i el nombre mitjà de persones que vivien en cada família era de 4,87.
Per edats la població es repartia de la següent manera: un 39,9% tenia menys de 18 anys, un 13,8% entre 18 i 24, un 25,8% entre 25 i 44, un 13,8% de 45 a 60 i un 6,8% 65 anys o més.
L'edat mediana era de 23 anys. Per cada 100 dones de 18 o més anys hi havia 124,7 homes.
La renda mediana per habitatge era de 25.474 $ i la renda mediana per família de 22.946 $. Els homes tenien una renda mediana de 16.917 $ mentre que les dones 14.821 $. La renda per capita de la població era de 6.824 $. Entorn del 33,6% de les famílies i el 36,5% de la població estaven per davall del llindar de pobresa.

## Poblacions més properes
El següent diagrama mostra les poblacions més properes.